# Cieśle (Leśnica)
Cieśle – kolonia wsi Leśnica w Polsce położona w województwie świętokrzyskim, w powiecie jędrzejowskim, w gminie Małogoszcz.
W latach 1975–1998 kolonia administracyjnie należała do województwa kieleckiego.